# Koksijde
Koksijde (Frans: Coxyde) is een plaats en gemeente in de Belgische provincie West-Vlaanderen, gelegen aan de Belgische Westkust. De gemeente telt ruim 21.000 inwoners.

## Geschiedenis
In de 7e en 8e eeuw was er Merovingische bewoning op het grondgebied van Koksijde. Een grafveld is aangetroffen met 53 overledenen uit die tijd. Op basis van uitgebreide genetisch onderzoek van Prof. Maarten Larmuseau waren de individuen niet nauw met elkaar verwant ondanks dat dit door de archeologen wel werd verwacht. De individuen behoorden zelfs tot twee groepen van verschillende (genetische) afkomst, die hier samen leefden en begraven waren. Op basis van isotopenanalyse hadden deze twee groepen diverse eetgewoonten (sommigen aten vis, anderen niet) en er was ook een verschil in botslijtage.
Op de Ferrariskaarten uit 1777 is Koksijde te zien als het piepkleine dorpje Cauxyde. Er was helemaal geen sprake van enige bebouwing in de duinen, enkel in het 'dorpscentrum'. Daar waren de kerk en ongeveer 10 boerderijen de enige gebouwen.
In 1886 werd Koksijde-Dorp voor het eerst bereikbaar per spoor. Toen werd de NMVB-stoomtramlijn Oostende-Nieuwpoort verlengd naar Veurne. In 1909 volgde lijn 7 van Veurne naar Koksijde-Bad. Tussen 1904 en 1909 reed er een paardentram tussen dorp en bad. In 1914 werd de stoomtramlijn van Koksijde-Bad doorgetrokken naar De Panne. In 1929 volgde elektrificatie. Uiteindelijk zou dit de huidige kusttramlijn worden. In 1941 werd lijn 7 door de bezetter opgeheven, samen met de stoomtram naar Nieuwpoort en lijn 9 naar Oostduinkerke-Bad. Sinds 2007 heeft De Lijn het plan om Koksijde-Bad weer per tram met Veurne te verbinden, in het kader van het Neptunusplan.

## Geografie
De gemeente Koksijde bestaat uit de deelgemeenten Koksijde, Oostduinkerke en Wulpen. De oude kern van Koksijde (I) bevindt zich op circa twee kilometer van de kustlijn. Aan de kust is echter een nieuwere toeristische kern Koksijde-Bad (IV) ontstaan. Meer naar het westen ligt in deze deelgemeente aan de kust ook Sint-Idesbald (V). Ook Oostduinkerke heeft een kern op ruim een kilometer van de kust, met Oostduinkerke-Bad tegen de kustlijn en Groenendijk-Bad aan de grens met Nieuwpoort. Op de grens van Koksijde en Oostduinkerke ligt Sint-André. Op ruim 4 kilometer in het binnenland ligt nog het landelijke polderdorpje Wulpen.
| # | Naam               | Opp. (km²) | Inwoners (2020) | Inwoners per km² | NIS-code |
| - | ------------------ | ---------- | --------------- | ---------------- | -------- |
| 1 | Koksijde (I)       | 14,26      | 12 782          | 896              | 38014A   |
| 2 | Oostduinkerke (II) | 18,26      | 8 617           | 472              | 38014B   |
| 3 | Wulpen (III)       | 11,95      | 470             | 39               | 38014C   |

Koksijde grenst aan de volgende dorpen en gemeenten:
| - a. Nieuwpoort (stad Nieuwpoort) - b. Ramskapelle (stad Nieuwpoort) - c. Booitshoeke (stad Veurne) - d. Veurne (stad Veurne) - e. Adinkerke (gemeente De Panne) - f. De Panne (gemeente De Panne) |

### Kaart

Koksijde, deelgemeenten en buurgemeenten. De gele gebieden zijn bebouwde kernen.

### Wijken
Koksijde kent naast de kernen Koksijde Dorp en Koksijde-Bad nog de volgende wijken:
- Maarten Oom
- Quartier du Bois
- Quartier Japonais
- Quartier Sénégalais
- Ster der Zee

## Demografie

### Demografische ontwikkeling voor de fusie
- Bronnen:NIS, Opm:1831 tot en met 1970=volkstellingen; 1976 = inwoneraantal op 31 december

### Demografische ontwikkeling van de fusiegemeente
Alle historische gegevens hebben betrekking op de huidige gemeente, inclusief deelgemeenten, zoals ontstaan na de fusie van 1 januari 1977.
- Bronnen:NIS, Opm:1831 tot en met 1981=volkstellingen; 1990 en later= inwonertal op 1 januari

| Inwoners van jaar tot jaar op 1 januari 1992 tot heden | Inwoners van jaar tot jaar op 1 januari 1992 tot heden | Inwoners van jaar tot jaar op 1 januari 1992 tot heden |
| jaar                                                   | Aantal                                                 | Evolutie: 1992=index 100                               |
| ------------------------------------------------------ | ------------------------------------------------------ | ------------------------------------------------------ |
| 1992                                                   | 18.180                                                 | 100,0                                                  |
| 1993                                                   | 18.685                                                 | 102,8                                                  |
| 1994                                                   | 18.880                                                 | 103,9                                                  |
| 1995                                                   | 18.983                                                 | 104,4                                                  |
| 1996                                                   | 19.215                                                 | 105,7                                                  |
| 1997                                                   | 19.395                                                 | 106,7                                                  |
| 1998                                                   | 19.482                                                 | 107,2                                                  |
| 1999                                                   | 19.618                                                 | 107,9                                                  |
| 2000                                                   | 19.729                                                 | 108,5                                                  |
| 2001                                                   | 19.952                                                 | 109,7                                                  |
| 2002                                                   | 20.230                                                 | 111,3                                                  |
| 2003                                                   | 20.498                                                 | 112,8                                                  |
| 2004                                                   | 20.896                                                 | 114,9                                                  |
| 2005                                                   | 21.033                                                 | 115,7                                                  |
| 2006                                                   | 21.269                                                 | 117,0                                                  |
| 2007                                                   | 21.419                                                 | 117,8                                                  |
| 2008                                                   | 21.513                                                 | 118,3                                                  |
| 2009                                                   | 21.608                                                 | 118,9                                                  |
| 2010                                                   | 21.832                                                 | 120,1                                                  |
| 2011                                                   | 21.968                                                 | 120,8                                                  |
| 2012                                                   | 22.153                                                 | 121,9                                                  |
| 2013                                                   | 22.286                                                 | 122,6                                                  |
| 2014                                                   | 22.228                                                 | 122,3                                                  |
| 2015                                                   | 22.180                                                 | 122,0                                                  |
| 2016                                                   | 22.074                                                 | 121,4                                                  |
| 2017                                                   | 22.094                                                 | 121,5                                                  |
| 2018                                                   | 21.957                                                 | 120,8                                                  |
| 2019                                                   | 21.910                                                 | 120,5                                                  |
| 2020                                                   | 21.869                                                 | 120,3                                                  |
| 2021                                                   | 21.852                                                 | 120,3                                                  |
| 2022                                                   | 21.851                                                 | 120,2                                                  |
| 2023                                                   | 21.664                                                 | 119,2                                                  |
| 2024                                                   | 21.546                                                 | 118,5                                                  |
| 2025                                                   | 21.344                                                 | 117,4                                                  |

## Natuur
Koksijde en de deelgemeenten staan bekend omwille van de ligging te midden van de duinen.
- De Hoge Blekker, sinds 1999 een natuurreservaat, met daarin het hoogste duin (33m) aan de Belgische kust.
- 701 ha natuurgebieden
- Het strand is bij eb tussen 250 en 700 m breed

## Cultuur

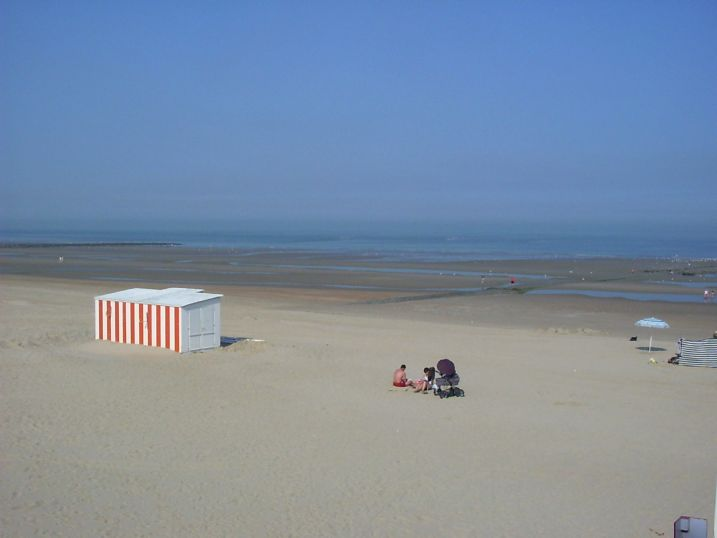
Strand in Koksijde

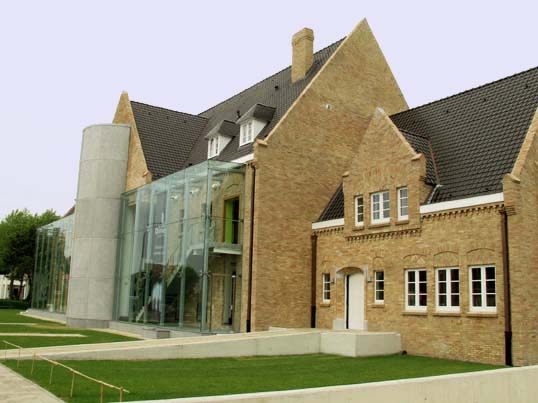
Abdijmuseum Ten Duinen

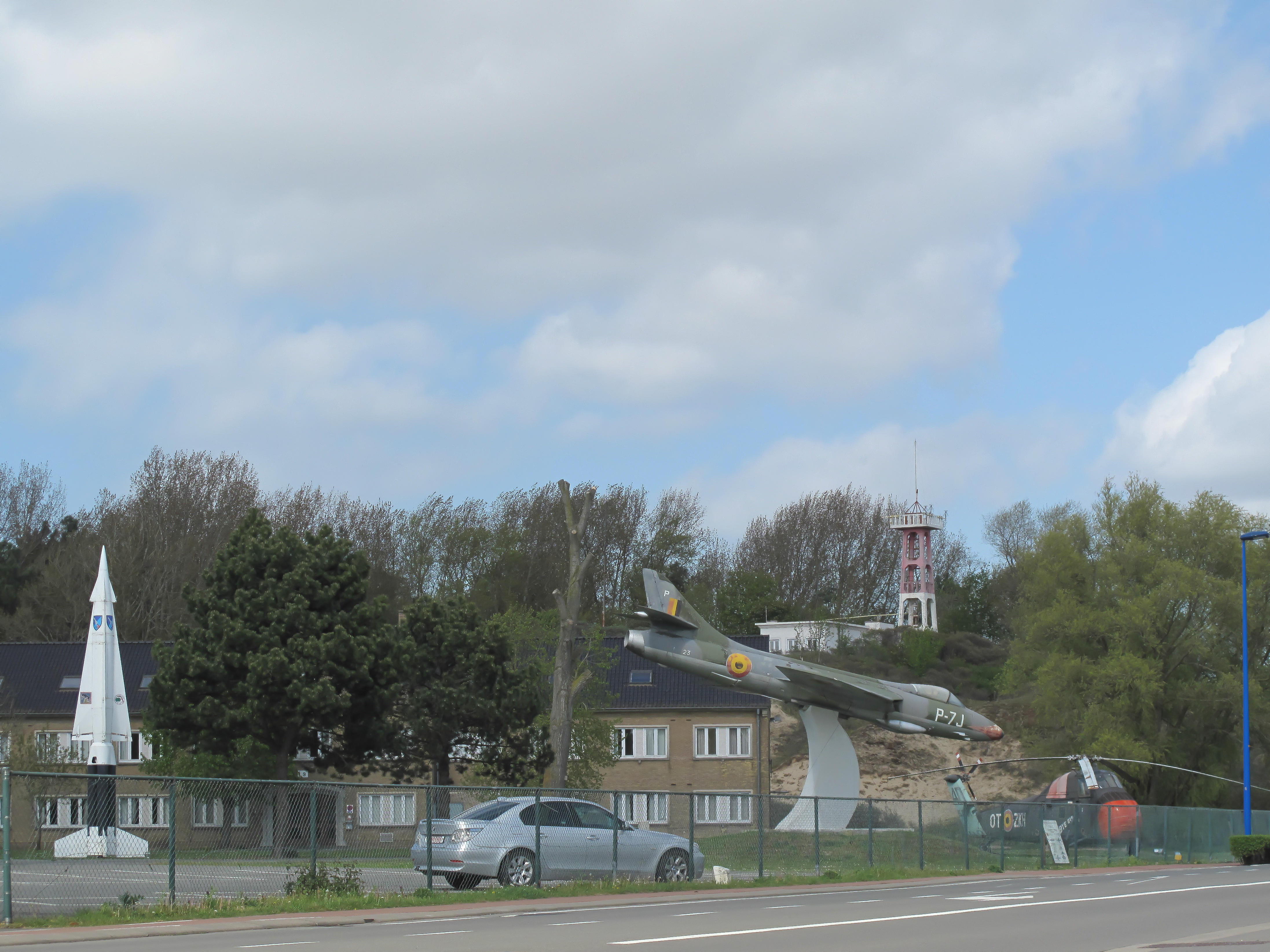
Militair vliegveld

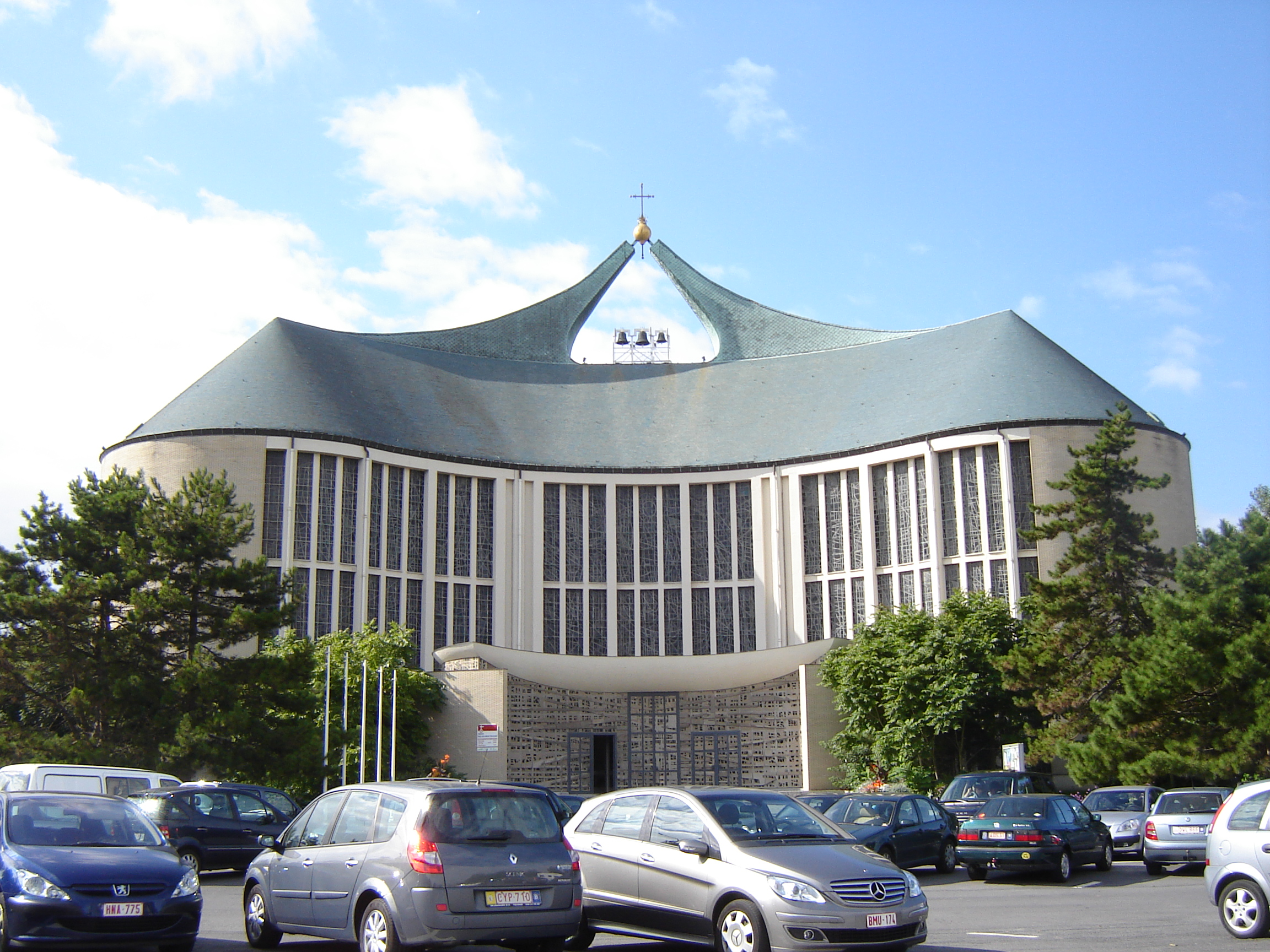
Onze-Lieve-Vrouw-ter-Duinenkerk

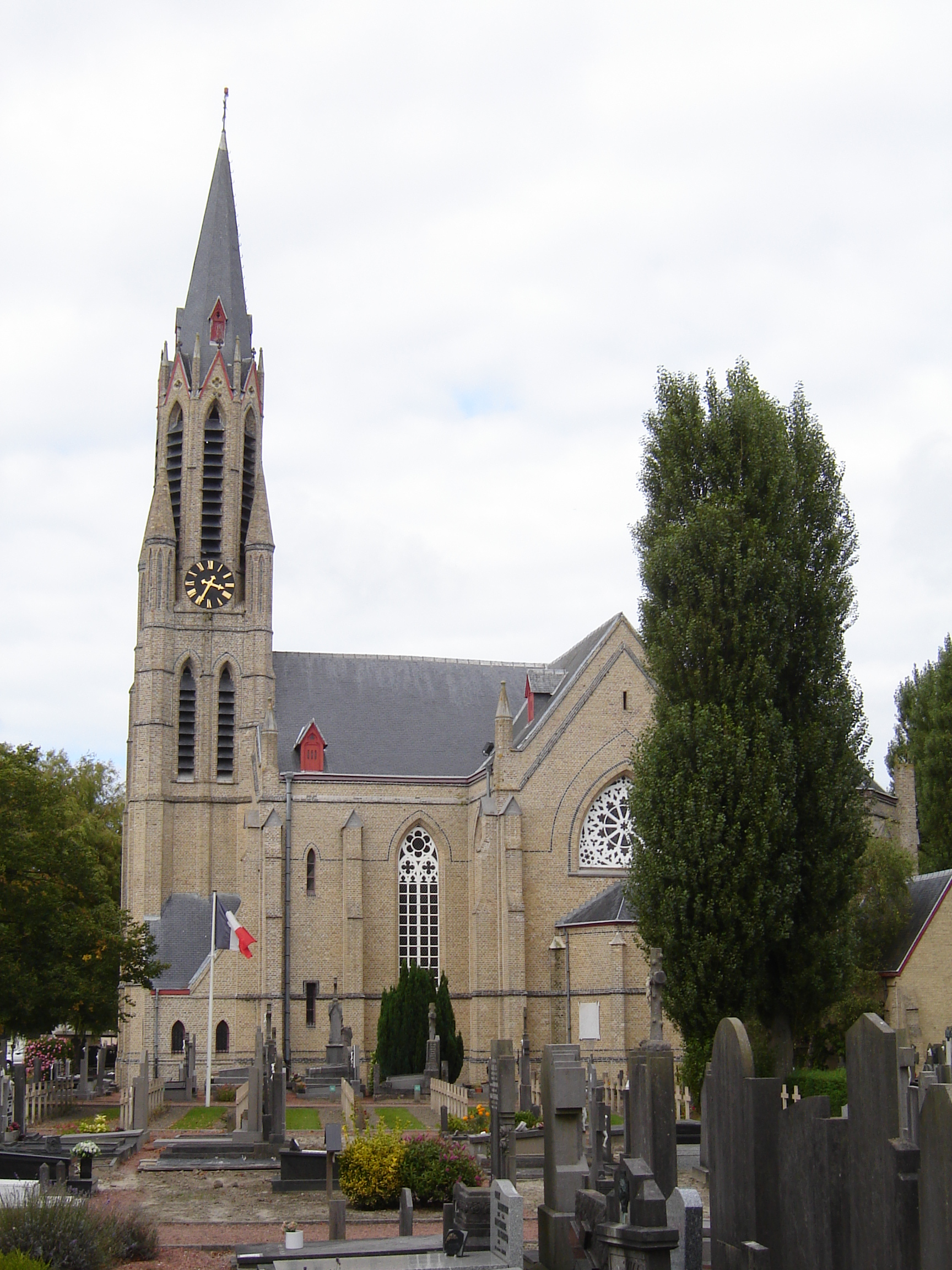
Sint-Pieterskerk

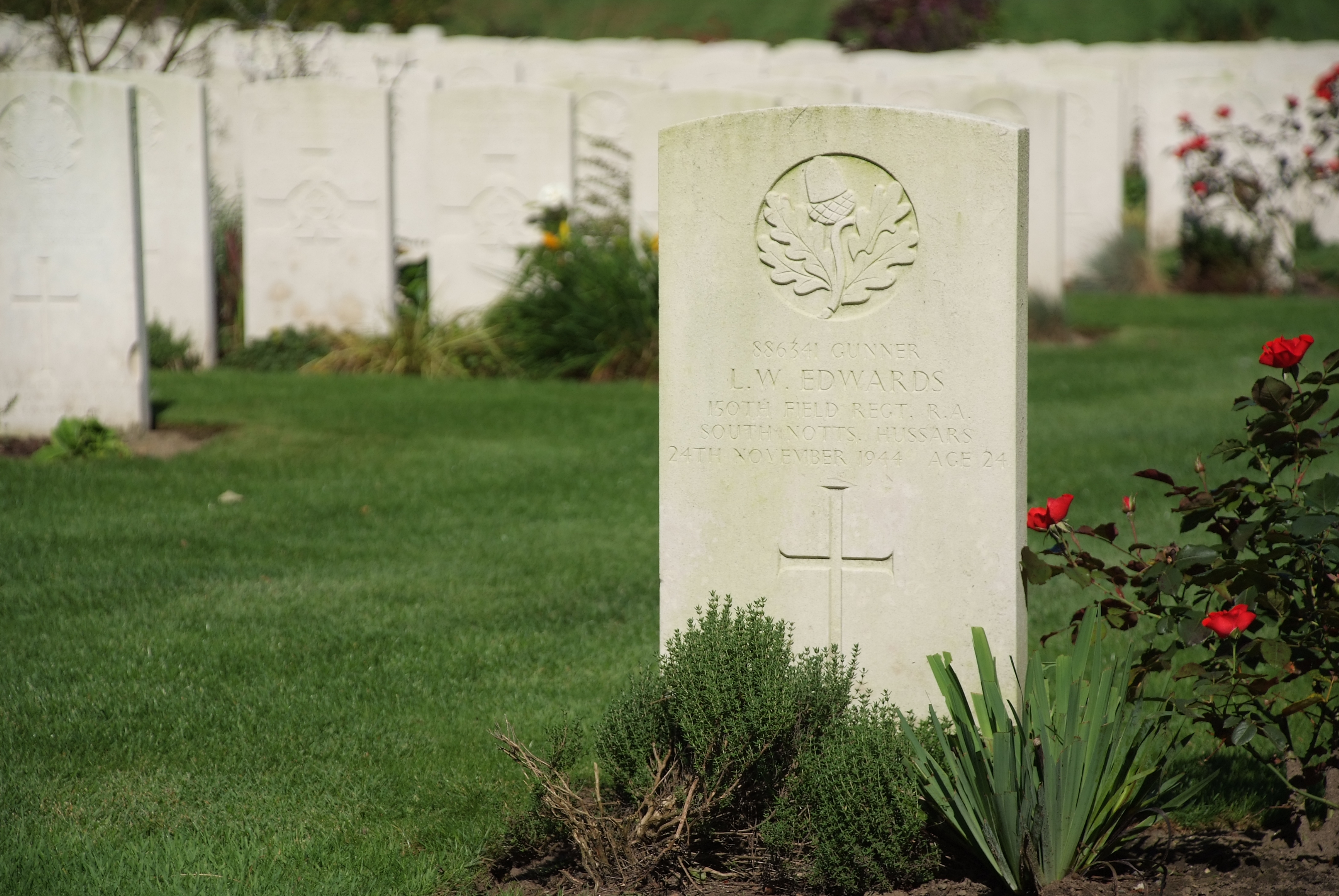
Brits militair kerkhof

### Musea
Koksijde telt het grootste aantal musea aan de Belgische kust:
- De duinenabdij: genaamd Abdijmuseum Ten Duinen met de resten van de abdij Onze-Lieve-Vrouw Ten Duinen van de cisterciënzers. Het abdijmuseum geeft er een historisch overzicht van het leven van de Cisterciënzer monniken, van 1107 tot de dood van de laatste "Duinheer" in 1833. Het geeft ook het religieus en cultureel belang weer dat deze abdij in de loop der tijden had op de omgeving. De archeologische site is gerenoveerd en toegankelijk voor het publiek. Op de zolder van dit museum is er een zilvercollectie tentoongesteld, met een collectie liturgisch zilver. Vlakbij ligt de Zuid-Abdijmolen en de abdijhoeve Ten Bogaerde. Ook het verhaal van de Merovingische begraafplaats in Koksijde wordt hier verteld.[2]
- Het 19e-eeuwse IJslandvaardershuisje Nys-Vermoote in de Tulpenlaan. Jommeke vertelt er de geschiedenis van Koksijde van landbouwdorp over vissersdorp tot toeristische badplaats.
- NAVIGO - Nationaal Visserijmuseum (deelgemeente Oostduinkerke)
- Paul Delvaux Museum (Sint-Idesbald)
- MuseOs: een natuurhistorisch museum over dierkunde, gespecialiseerd in de vergelijkende anatomie van schedels, skeletten en fossielen van gewervelde dieren. Dit museum is het levenswerk van biologen Luc Tyteca en Leentje Vandenhoudt.
- Het Rariteitenkabinet en ambachtenmuseum 't Krekelhof (een grote collectie unieke objecten en rariteiten)(Sint-Idesbald)
- Het Florishof (deelgemeente Oostduinkerke)
- Het George-Grardmuseum, dat verhuist van Alveringem naar de site Ten Bogaerde (nog niet geopend)
- Het Vanneuvillehuis (voorlopig gesloten)

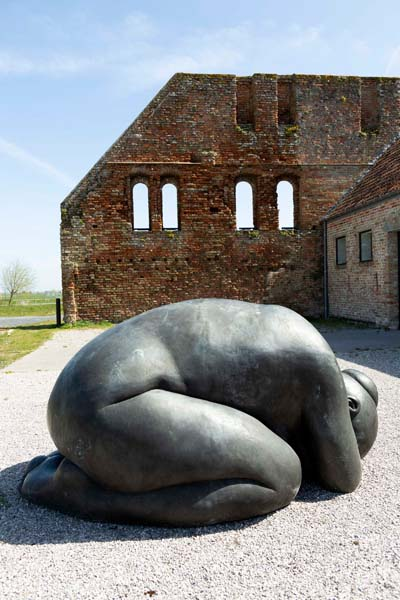
George Grard, Koksijde
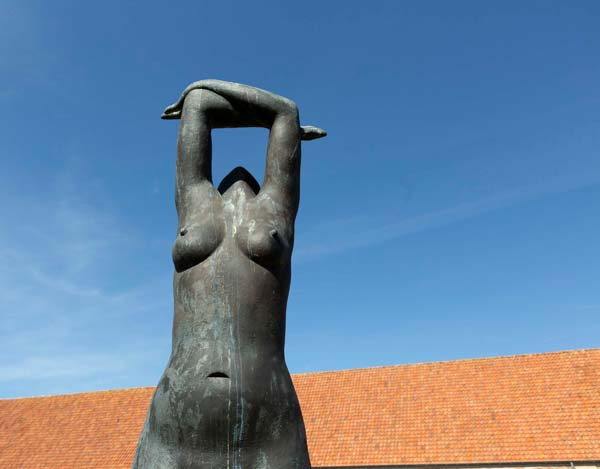
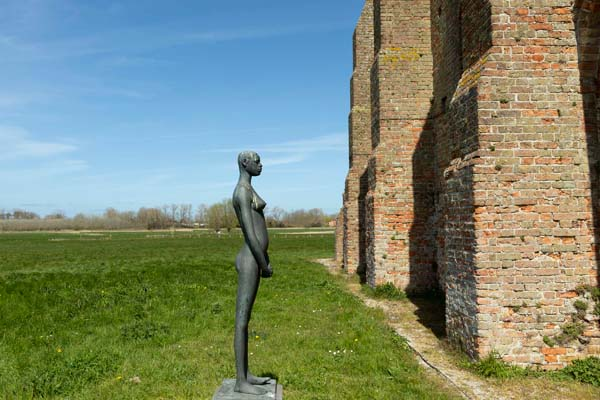
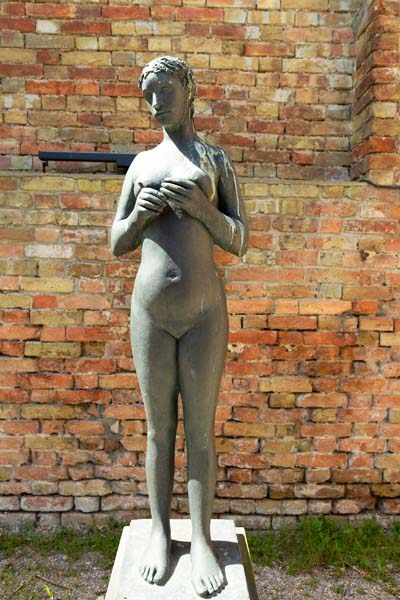

### Maritiem erfgoed
- In deelgemeente Oostduinkerke bevindt zich het Nationaal Visserijmuseum. Tijdens de zomer wordt er elke vrijdagavond een folkloreavond gehouden.
- Oostduinkerke is tevens gekend omwille van de paardenvissers.

### Onroerend erfgoed
- De modernistische Onze-Lieve-Vrouw-ter-Duinenkerk in Koksijde-Bad, de "kathedraal van het licht"
- De Sint-Pieterskerk in Koksijde-Dorp
- De Luchtmachtbasis Koksijde, thuisbasis van het 40e helikoptersmaldeel 'Search & Rescue' die in 2023 verhuist naar Oostende.[7] De populaire televisieserie Windkracht 10 is hier opgenomen
- In Koksijde zijn er begraafplaatsen van de Morinen ontdekt.
- Het nieuw gemeentehuis, met glazen façade en zwevende raadzaal in bolvorm. Er zijn kunstwerken te zien van onder andere Paul Delvaux, Delphine Boël, William Sweetlove en Panamarenko.
- De militaire begraafplaatsen:
  - Het Frans militair kerkhof en het ereplein van de oud-strijders in de Kerkstraat
  - De Britse militaire begraafplaats Coxyde Military Cemetery in de R. Vandammestraat.
- Het Quartier Sénégalais, een beschermd dorpsgezicht met beschermde Belle-Epoque cottages: onder andere enkele realisaties van Gaston Lejeune
- Het nieuw Casino Koksijde
- Abdijhoeve Ten Bogaerde, een uithof van de Duinenabdij
- Manneken Pis van Koksijde
- Baaldjes Kruis
- De grafsteen van Louis Artan, naar een ontwerp van Victor Horta op de begraafplaats van Oostduinkerke

### Film
- Cinema Koksijde, een hedendaags gebouw uit 2004, dat oorspronkelijk begon onder de naam Studio Koksijde, het was een bioscoop van Studio Filmtheaters. Het is de enige bioscoop aan de Westkust en in de Westhoek. In 2010 kreeg hij zijn huidige naam.

### Bibliotheek en kunst
De bibliotheek van Koksijde huist sinds 2000 in het huidige gebouw. Koksijde heeft ook nog een academie, de Westhoekacademie (W.A.K.) en enkele kunstgalerijen. In de Keunekapel in kunstenaarsoord Sint-Idesbald vinden permanent tijdelijke tentoonstellingen plaats, die gratis te bezoeken zijn. De gemeente is bekend om haar kunstenaars die er wonen of woonden: Paul Delvaux, Georges Grard, Pierre Caille, Walter Vilain, Taf Wallet, enz.

## Politiek

### Structuur
| Koksijde         | Koksijde         | Supranationaal         | Nationaal                         | Nationaal                         | Gemeenschap               | Gewest                    | Provincie                 | Arrondissement            | Provinciedistrict | Kanton          | Gemeente        |
| ---------------- | ---------------- | ---------------------- | --------------------------------- | --------------------------------- | ------------------------- | ------------------------- | ------------------------- | ------------------------- | ----------------- | --------------- | --------------- |
| Administratief   | Niveau           | Europese Unie          | België                            | België                            | Vlaanderen                | Vlaanderen                | West-Vlaanderen           | Diksmuide                 | Diksmuide         | Diksmuide       | Koksijde        |
| Administratief   | Bestuur          | Europese Commissie     | Belgische regering                | Belgische regering                | Vlaamse regering          | Vlaamse regering          | Deputatie                 | Deputatie                 | Deputatie         | Deputatie       | Gemeentebestuur |
| Administratief   | Raad             | Europees Parlement     | Kamer van volksvertegenwoordigers | Kamer van volksvertegenwoordigers | Vlaams Parlement          | Vlaams Parlement          | Provincieraad             | Provincieraad             | Provincieraad     | Provincieraad   | Gemeenteraad    |
| Kiesomschrijving | Kiesomschrijving | Nederlands Kiescollege | Kieskring West-Vlaanderen         | Kieskring West-Vlaanderen         | Kieskring West-Vlaanderen | Kieskring West-Vlaanderen | Kieskring West-Vlaanderen | Oostende-Veurne-Diksmuide | Veurne-Diksmuide  | Veurne          | Koksijde        |
| Verkiezing       | Verkiezing       | Europese               | Federale                          | Federale                          | Vlaamse                   | Vlaamse                   | Provincieraads-           | Provincieraads-           | Provincieraads-   | Provincieraads- | Gemeenteraads-  |

### Burgemeesters
- 1820 - 1833 : Cornelius Devulder
- 1834 - 1836 : Jacobus Benedictus Decae
- 1837 - 1873 : Franciscus Jacobus Declercq
- 1873 - 1887 : Desiderius Franciscus Hosten
- 1888 - 1908 : Hyppolitus Arsenius Rathé
- 1909 - 1921 : Modestus Carolus Ghyselen
- 1921 - 1941 : Gustaf Henricus Leopoldus Houtsaeger
- 1941 - 1945 : Firmijn Julien Dewulf
- 1945 - 1947 : Alois Leon Seynaeve
- 1947 - 1959 : Jacques Van Buggenhout
- 1959 - 1965 : Firmijn Julien Dewulf
- 1965 - 1971 : Jacques Van Buggenhout
- 1971 - 1977 : Firmijn Julien Dewulf
- 1977 - 1983 : Daniel Andries
- 1983 - 1990 : Henri Dewulf (CVP)
- 1990 - 1991 : Jozef Leye (burgemeester benoemd buiten de raad)
- 1991 - 1994 : Henri Dewulf (CVP)
- 1995 - 2024: Marc Vanden Bussche (VLD / LB)
- 2024 - heden: Sander Loones (Samen N-VA)

### Resultaten gemeenteraadsverkiezingen sinds 1976
| Partij               | Partij                                                         | 10-10-1976 | 10-10-1976 | 10-10-1982 | 10-10-1982 | 9-10-1988 | 9-10-1988 | 9-10-1994 | 9-10-1994 | 8-10-2000 | 8-10-2000 | 8-10-2006 | 8-10-2006 | 14-10-2012 | 14-10-2012 | 14-10-2018 | 14-10-2018 | 13-10-2024 | 13-10-2024 |
| Stemmen / Zetels     | Stemmen / Zetels                                               | %          | 21         | %          | 23         | %         | 23        | %         | 25        | %         | 25        | %         | 27        | %          | 27         | %          | 27         | %          | 27         |
| -------------------- | -------------------------------------------------------------- | ---------- | ---------- | ---------- | ---------- | --------- | --------- | --------- | --------- | --------- | --------- | --------- | --------- | ---------- | ---------- | ---------- | ---------- | ---------- | ---------- |
|                      | AGALEV1 / Groen!2/ !MPULSA                                     | -          |            | 4,521      | 0          | -         |           | -         |           | -         |           | 5,522     | 0         | 17,84A     | 4          | -          |            | -          |            |
|                      | SP1/ !MPULSA/ sp.a2/ Vooruit3                                  | 17,791     | 3          | 8,171      | 1          | 9,451     | 1         | 8,841     | 2         | 13,231    | 3         | 12,342    | 3         | 17,84A     | 4          | 8,72       | 1          | -          |            |
|                      | !MPULSA/ Koksijde Vooruit1/ Team 8670C                         | -          |            | -          |            | -         |           | -         |           | -         |           | -         |           | 17,84A     | 4          | 19,81      | 5          | 34,3C      | 10         |
|                      | PVV1/ VLD2/ Lijst BurgemeesterB/ Team 8670C                    | 34,921     | 8          | 11,191     | 3          | 21,761    | 5         | 28,982    | 8         | 45,032    | 12        | 39,662    | 13        | 53,88B     | 16         | 41,4B      | 13         | 34,3C      | 10         |
|                      | CVP1/ CD&V2/ Lijst BurgemeesterB/ De Nieuwe Lijst3             | 24,871     | 5          | 321        | 10         | 38,131    | 10        | 34,151    | 10        | 26,431    | 7         | 24,012    | 7         | 53,88B     | 16         | 41,4B      | 13         | 13,13      | 3          |
|                      | VU1/ Doorbaak883/ STEM4/ Stem-N-VA5/ N-VA6 / Samen met Sander7 | 22,421     | 5          | 7,51       | 1          | 29,023    | 7         | 17,614    | 5         | 15,314    | 3         | 9,95      | 2         | 25,046     | 7          | 26,56      | 8          | 44,87      | 14         |
|                      | Vernieuwing2                                                   | -          |            | 14,322     | 4          | 29,023    | 7         | 17,614    | 5         | 15,314    | 3         | -         |           | -          |            | -          |            | -          |            |
|                      | Vlaams Blok1/ Vlaams Belang2                                   | -          |            | 0,671      | 0          | 1,361     | 0         | 2,741     | 0         | -         |           | 8,572     | 2         | 3,242      | 0          | 3,62       | 0          | 4,92       | 0          |
|                      | Centrumlijst                                                   | -          |            | 15,3       | 4          | -         |           | -         |           | -         |           | -         |           | -          |            | -          |            | -          |            |
| Anderen(*)           | Anderen(*)                                                     | -          |            | 6,34       | 0          | 0,3       | 0         | 7,67      | 0         | -         |           | -         |           | -          |            | -          |            | 2,9        | 0          |
| Totaal stemmen       | Totaal stemmen                                                 | 8093       | 8093       | 9649       | 9649       | 11649     | 11649     | 13309     | 13309     | 14387     | 14387     | 16352     | 16352     | 16738      | 16738      | 16825      | 16825      | 11867      | 11867      |
| Opkomst %            | Opkomst %                                                      |            |            |            |            | 91,11     | 91,11     | 90,89     | 90,89     | 89,93     | 89,93     | 92,35     | 92,35     | 88,82      | 88,82      | 89,6       | 89,6       | 63,9       | 63,9       |
| Blanco en ongeldig % | Blanco en ongeldig %                                           | 4,03       | 4,03       | 5,02       | 5,02       | 4,4       | 4,4       | 4,49      | 4,49      | 5,43      | 5,43      | 3,63      | 3,63      | 3,54       | 3,54       | 3,1        | 3,1        | 1,0        | 1,0        |

De zetels van de gevormde coalitie staan vetjes afgedrukt. De grootste partij is in kleur.

(*)1982: Fusiebelangen (4,78%), KVA (1,56%) / 1988: Nationaal Front (0,30%) / 1994: Gemeentebelangen (4,63%), Nieuwe Positieve Lijst (3,04%)  / 2024: Stratier (2,9%)

## Verkeer en vervoer
Koksijde heeft een treinstation aan spoorlijn 73, station Koksijde. Ondanks de naam ligt het station op het grondgebied van Veurne en op ruim vier kilometer van Koksijde-Dorp en bijna zes kilometer afstand van tramhalte Koksijde-Bad. Koksijde-Dorp is ook bereikbaar vanuit Oostende met buslijn 60. Vanuit Veurne via station Koksijde rijden ook lijn 60 en 61, maar 61 maakt een grote omweg via Koksijde-Bad voor Koksijde-dorp bereikt wordt. Tot minstens 2002 was dit lijn 769. Station Koksijde wordt soms ook bediend door buslijn 50 naar Veurne.

## Gastronomie
- Hotelschool Ter Duinen, een van de meest bekende hotelscholen van het land bevindt zich in Koksijde, bekende namen als Peter Goossens studeerden hier af als kok en brachten het tot sterrenchef.
- Koksijde beschikt dan ook over verschillende gastronomische restaurants van oud-studenten van de school. In 2011 ontving chef-kok Iain Wittevrongel van Ten Bogaerde een eerste Michelinster.

## Folklore
- De Oostduinkerkse Paardenvissers
- Elk jaar vindt er het Koksijde Internationaal Folklore Festival plaats.

## Sport
Koksijde beschikt over een ruime waaier aan sportmogelijkheden waaronder het "Hoge Blekkerbad", het openluchtzwembad, de 5 minigolfs, de vele tenniscourts en een overdekte tennisclub in Koksijde-dorp, 3 surfclubs en de par-72-golfbaan Koksijde Golf ter Hille, waarvan de drivingrange in september 2012 is geopend.
Elk jaar vindt er tevens de Flanders Ladies Trophy plaats en de Ricoh Mens Trophy plaats, twee bekende tennistoernooien.
In Koksijde speelt voetbalclub KVV Coxyde. De club is aangesloten bij de KBVB en speelde er meerdere seizoenen in de nationale reeksen.
Vanaf 1969 wordt er in duinen van Koksijde een veldrit (Duinencross) georganiseerd, welke in de periode 1996-2021, in totaal twintig keer deel uitmaakte van het internationale regelmatigheidscriterium de UCI Wereldbeker. In 1994 en 2012 was Koksijde gastheer van het Wereldkampioenschap veldrijden.

## Evenementen
- Driekoningen: Sterrestoet
- Tweede zaterdag van juni: folkloristisch vissersfeest
- Derde zondag van juni: zeewijding
- Eerste zondag van augustus: Schildersstoet
- 10 november 's avonds: Sint-Maartensommegang

## Stedenband
- Albina en Galibi (Suriname)
- Bad Schallerbach (Oostenrijk)
- Konz, Biedenkopf an der Lahn en Neustadt an der Orla (Duitsland)
- La Charité-sur-Loire (Frankrijk)
- Wépion en Antheit (België)

## Bekende inwoners

### Geboren
- Walter Vilain (1938-2019), beeldend kunstenaar en componist
- Long Dieusaert (2002), pianist en cultureel ambassadeur van Koksijde

### Woonachtig
- Idesbald van der Gracht (?-1167), abt
- Robrecht de Clercq (1489-1557), abt
- Antoon Wydoit (?-1566), abt
- Nicolaas de Roover (1750-1833), monnik
- Gaston Lejeune (1885-1954), architect
- Émilie Noulet (1892-1978), romanist, hoogleraar ULB
- Maria Vlamijnck (1917-1993), schrijfster
- Dany Verlinden (1963), doelman en politicus
- Piet Goddaer (1970), artiest bekend als Ozark Henry en cultureel ambassadeur van Koksijde
- Elise Crombez (1982), model
- Gert Verhulst (heden), oprichter Studio 100

### Ereburgers
- Gert Verhulst[12] (2024), oprichter Studio 100
- Eric Goens[13] (2017), journalist

## Wetenswaardigheden
- Koksijde fungeert als locatie voor de VTM-telenovelle David.
- De serie Windkracht 10 en de film Windkracht 10: Koksijde Rescue werden hier ingeblikt.
- Koksijde duikt ook op in de film Le huitième jour van Jaco Van Dormael.
- Oostduinkerke en Sint-Idesbald zijn gekend vanwege de vele kunstenaars die er vanaf het begin op vakantie kwamen of er zich permanent vestigden.
- Koksijde heeft met een gemiddelde leeftijd van 54,02 jaar de oudste bevolking van België.[14]